# 418532 Saruman
418532 Saruman è un asteroide della fascia principale. Scoperto nel 2008, presenta un'orbita caratterizzata da un semiasse maggiore pari a 3,2338832 au e da un'eccentricità di 0,1820339, inclinata di 4,00723° rispetto all'eclittica.